# Aquilegia vitalii
Aquilegia vitalii là một loài thực vật có hoa trong họ Mao lương. Loài này được Gamajun. mô tả khoa học đầu tiên năm 1961.